# N.S.Z.V. De Loefbijter
Nijmeegse Studenten Zeil Vereniging De Loefbijter is een studentenzeilvereniging in Nijmegen. 

## Karakteristieken
De vereniging is vernoemd naar een relatief onbekend bootonderdeel, de loefbijter. Dit is een langsscheeps uitstekende vorm bij de voorsteven, die de drift beperkt. Een andere betekenis van de naam kan zijn een kleine variant van een boegspriet. Binnen de studentengemeenschap van Nijmegen is een Loefbijter bekend als een lid van deze zeilvereniging.

## Geschiedenis
De vereniging ontstond als dispuut van het toenmalige Nijmeegs studentencorps N.S.C. Carolus Magnusis, maar werd op 23 februari 1967 een zelfstandige vereniging. Van origine was De Loefbijter een op wedstrijden gerichte vereniging, maar in de loop der jaren verschoof dit naar een vereniging die op gezelligheid en zeilen in het algemeen is gericht.

## Interne structuur
De leden zijn verdeeld over zo’n 15 jaarclubs en enkele disputen. Er zijn zowel gemengde als ongemengde disputen binnen De Loefbijter.

## Externe structuur
Door haar duale karakter van zowel gezelligheidsvereniging als sportvereniging is De Loefbijter binnen Nijmegen zowel aangesloten bij het Bestuurlijk Overleg Studentenverenigingen (B.O.S.) en de Nijmeegse Studenten SportRaad (NSSR).

## Vloot en zeilgebied

### Vloot
De vloot van De Loefbijter bestaat uit 24 boten. Twee valken waarop veel instructie wordt gegeven, zes laser pico's, zeven laser standaard, een laser 2, twee optimisten, een Piraat, een RS500, een kajuitjacht (VIVA 700), een houten vauriën, een J22 en een motorboot. De valken dragen de namen Scylla en Charybdis (deze namen zijn ontleend aan de oorsprong van De Loefbijter, namelijk het dispuut van het N.S.C. Carolus Magnus, van waaruit N.S.Z.V. De Loefbijter als zelfstandige vereniging is ontstaan). De pico's dragen de namen Beaufort, Bello, Picochu, NoNo, Pico en DESTAURUM. De vauriën draagt de naam Potamos, De kajuitjacht van de vereniging draagt de naam Ceto. De motorboot van de vereniging heet de Motorboaty McBoatface X Vinke.

### Zeilgebied
De Loefbijter zeilt op de Kraaijenbergse Plassen (iets ten zuiden van Nijmegen) waar vooral recreatief wordt gezeild, op de Spiegelwaal bij Watersportcentrum het Bastion en in Friesland waar instructiemomenten en zeilweekenden worden georganiseerd.